# A Sudden Glimpse to Deeper Things
A Sudden Glimpse to Deeper Things is een Britse documentairefilm uit 2024, geregisseerd door Mark Cousins.

## Verhaal
De film schetst het leven en de carrière van de Britse kunstenares Wilhelmina "Willie" Barns-Graham en betoogt dat haar artistieke nalatenschap is onderschat en opnieuw moet worden geëvalueerd. De titel "A Sudden Glimpse to Deeper Things" citeert een aantekening in Willie’s dagboek over een cruciale gebeurtenis in het leven van de kunstenares.

## Release en ontvangst
A Sudden Glimpse to Deeper Things ging op 3 juli 2024 in première op het Internationaal filmfestival van Karlsbad en won de Kristallen Bol.

## Prijzen en nominaties
De belangrijkste:
| Jaar | Prijs                                    | Categorie      | Genomineerde(n) | Uitslag  |
| ---- | ---------------------------------------- | -------------- | --------------- | -------- |
| 2024 | Internationaal filmfestival van Karlsbad | Kristallen Bol | Mark Cousins    | Gewonnen |